# شيسنوا-أوبونكور
شيسنوا-أوبونكور  هي بلدية فرنسية تقع في إقليم الأردين في منطقة غراند إيست. 

## جغرافية

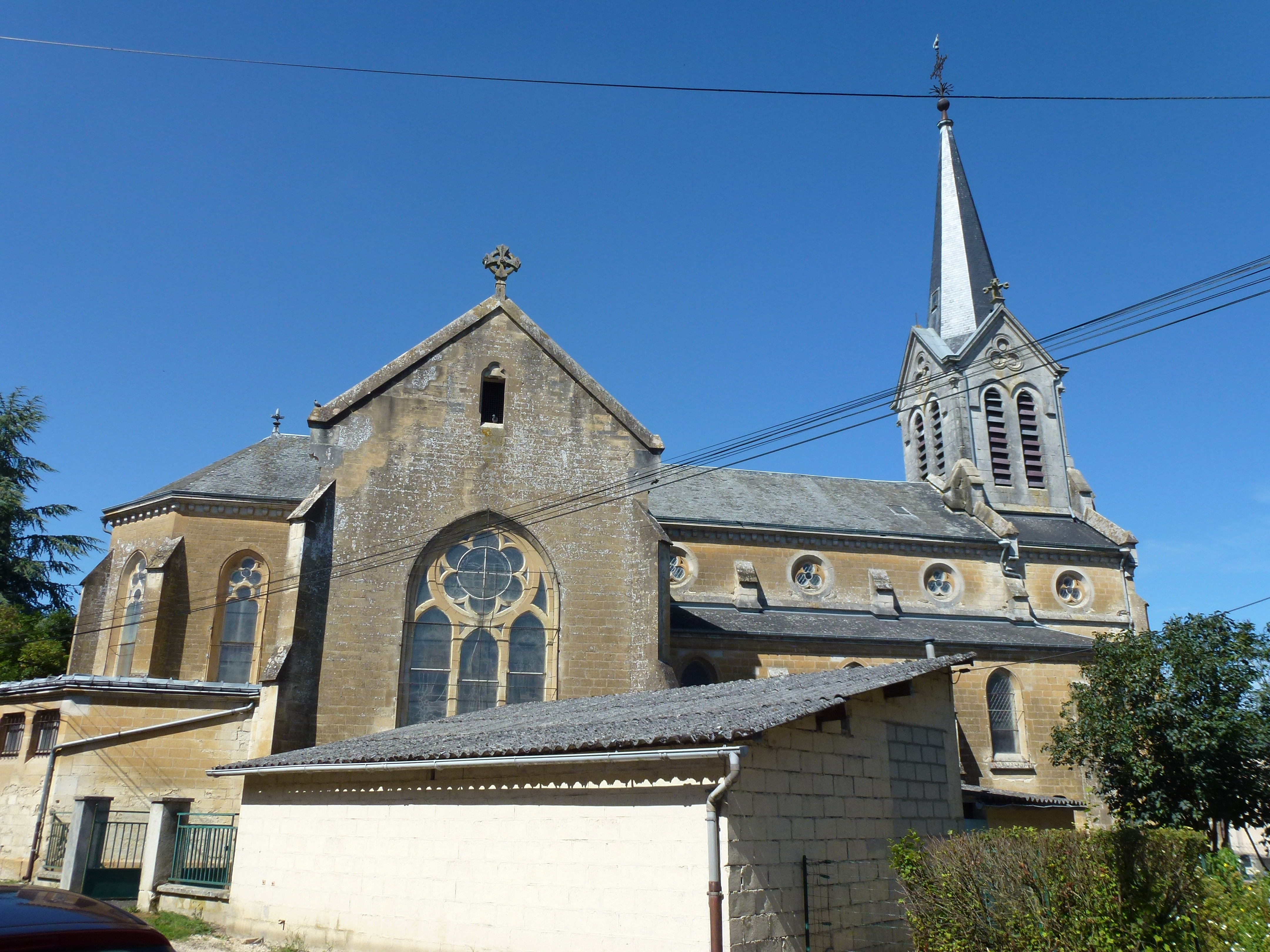
كنيسة سانت مارغريت.
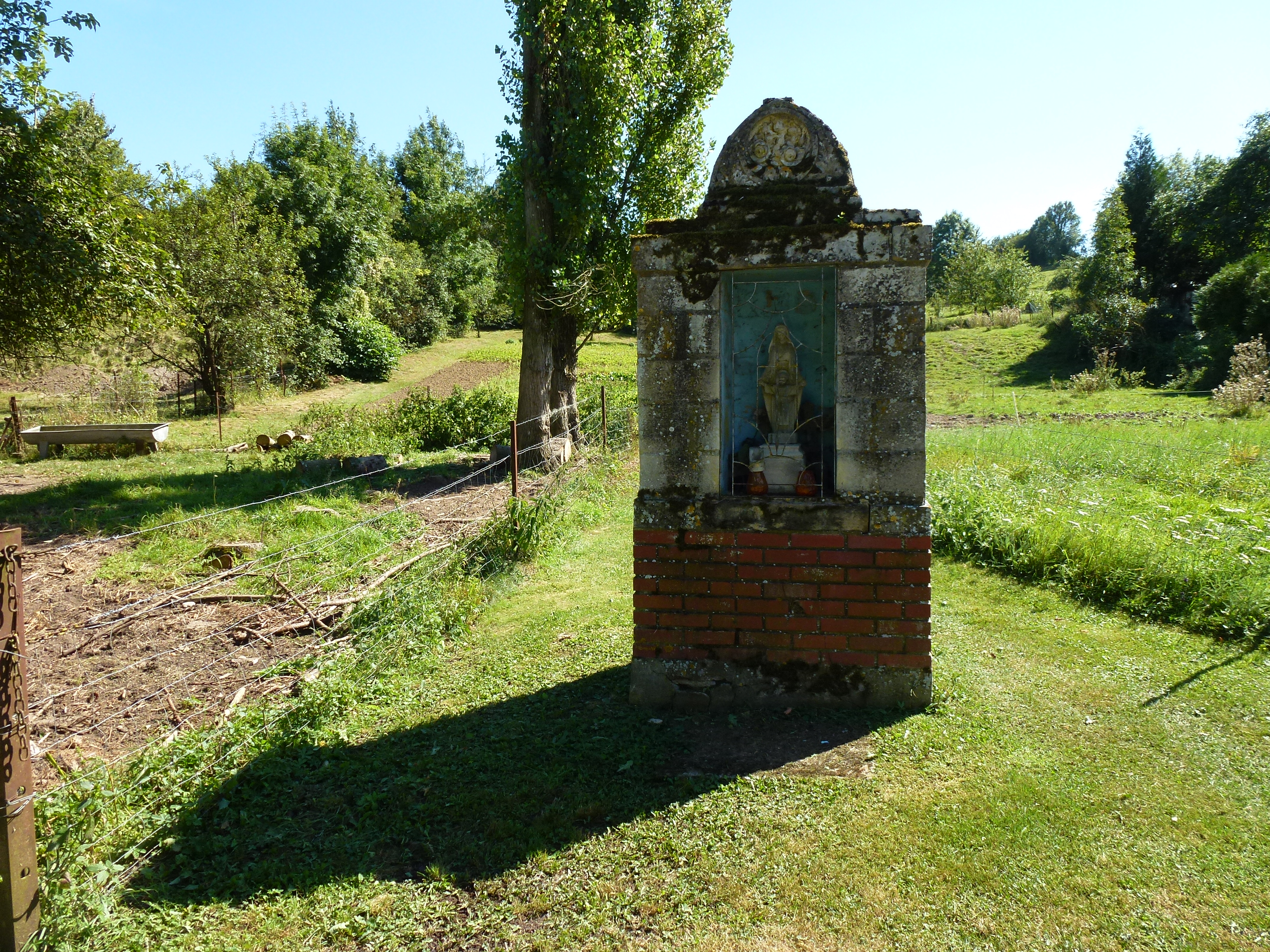
خطابة في أوبونكور.
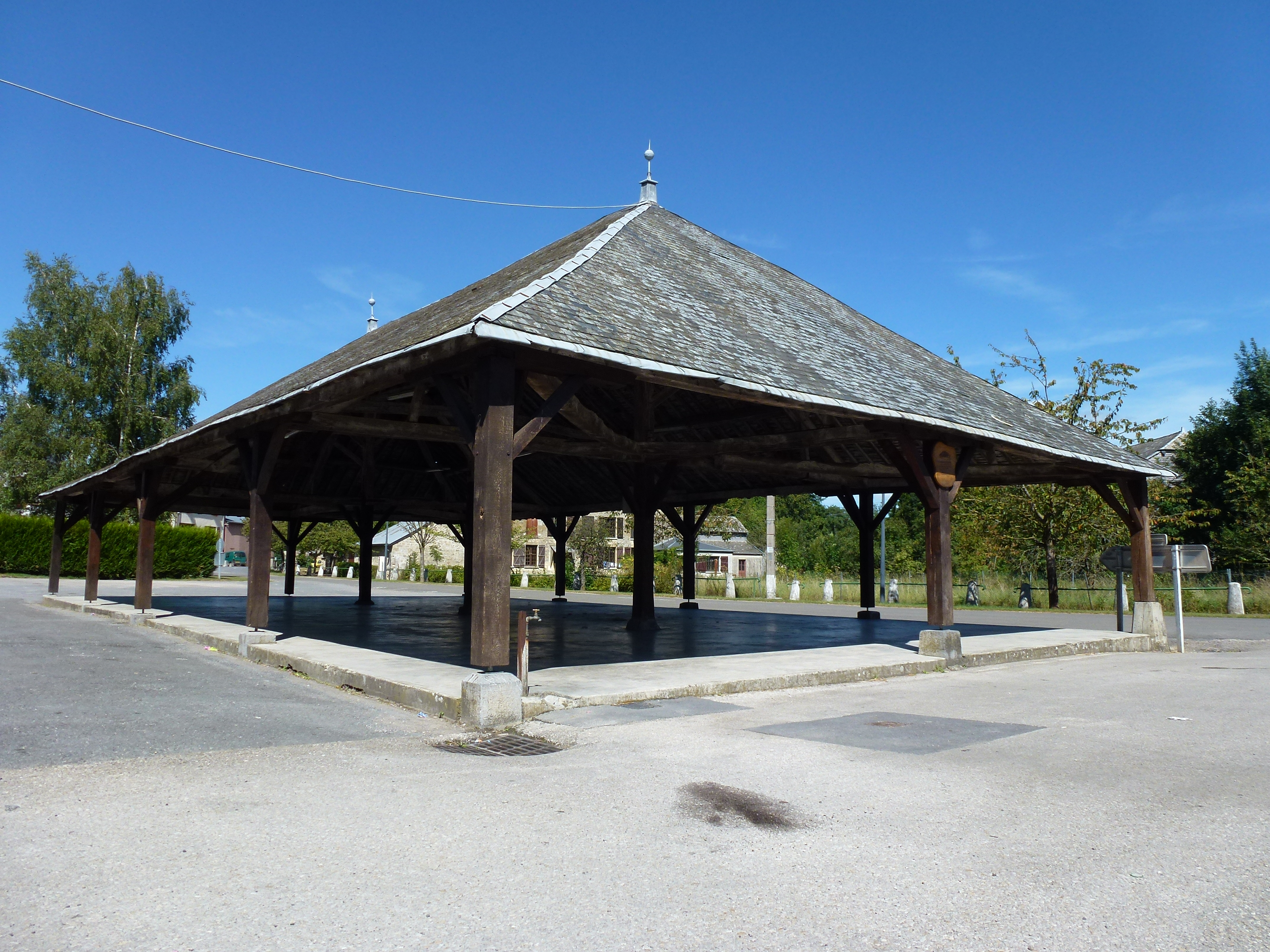
القاعة.